# Zbigniew Okoński
Zbigniew Wojciech Okoński (ur. 12 lutego 1949 w Gdańsku) – polski ekonomista, menedżer i polityk, w 1995 minister obrony narodowej.

## Życiorys
Absolwent IX LO w Gdańsku. Ukończył studia ekonomiczne na Uniwersytecie Gdańskim oraz inżynierskie w zakresie rybołówstwa morskiego na Akademii Rolniczej w Szczecinie.
W latach 1973–1987 pracował w PHZ Navimor, w latach 1987–1990 zatrudniony był w przedsiębiorstwach prywatnych. W 1990 został radnym Gdańska, z mandatu zrezygnował 14 lipca 1992. Od 4 lutego 1991 do 6 stycznia 1992 pełnił funkcję podsekretarza stanu w Ministerstwie Współpracy Gospodarczej z Zagranicą. Krótko był dyrektorem w przedsiębiorstwie B&T International. Od 30 lipca 1992 do 20 września 1994 ponownie zajmował stanowisko wiceministra współpracy gospodarczej z zagranicą w rządach Hanny Suchockiej i Waldemara Pawlaka, odpowiedzialnego za stosunki gospodarcze z krajami byłego ZSRR i Dalekiego Wschodu.
7 marca 1995 objął urząd ministra obrony narodowej. Złożył dymisję 22 grudnia tego samego roku, dzień przed zaprzysiężeniem Aleksandra Kwaśniewskiego na stanowisko prezydenta. Nie należał do partii politycznej.
Po odejściu z polityki zajął się działalnością w biznesie, m.in. jako dyrektor ds. koordynacji handlowej i członek zarządu Elektrimu, przewodniczący rady nadzorczej BRE Banku oraz Państwowej Agencji Inwestycji Zagranicznych. W latach 1998–2007 był członkiem zarządu i wiceprezesem Prokom Investments, gdzie odpowiadał m.in. za realizację projektu Miasteczka Wilanów. W 2007 został prezesem zarządu spółki akcyjnej Robyg, zajmującej się działalnością deweloperską. W 2011 stanął na czele Polskiego Związku Firm Deweloperskich.

## Odznaczenia
- Krzyż Kawalerski Orderu Odrodzenia Polski (2011)[4]